# Chambre des représentants du Kansas
Capitole de l'État du Kansas, Topeka
La Chambre des représentants du Kansas (en anglais : Kansas House of Representatives) est la chambre basse de la législature de l'État américain du Kansas.

## Composition
Elle est composée de 125 représentants d'États élus au niveau des districts d'au moins 19 000 habitants à peu près égaux, ses membres sont responsables de l’élaboration et du vote sur la législation, du vote et du suivi du budget de l'État et du contrôle législatif des organismes d'État.
Les représentants sont élus pour un mandat de deux ans. Il n'y a pas de limites de mandat.

## Siège
La législature du Kansas siège au Capitole de l'État du Kansas situé à Topeka.

## Représentation
Les républicains contrôlent la Chambre sans interruption depuis 1993.

## Source
- (en) Cet article est partiellement ou en totalité issu de l’article de Wikipédia en anglais intitulé « Kansas House of Representatives » (voir la liste des auteurs).